# 大田市
大田市（日语：／ Ōda shi */?）是位於島根縣的面向日本海的市，與濱田市、益田市共稱為石見三田，是石見東部地區的主要城市。大田市位於松江、出雲都市圈與濱田、益田都市圈中間，距縣都松江市約70公里，距中國地方主要城市廣島市約130公里。 當地主要產業除觀光業外，還包括農業、畜牧業、漁業、水產業、製瓦業。位於轄區內的礦山石見銀山為日本在江戶時代前期的最大銀礦，其與相關遺跡已於2007年被列入世界遺產。

## 地理
- 山：三瓶山（標高1126M）、大江高山（標高808M）、鶴降山（標高538M）、仙山（標高538M）
- 河川：靜間川、三瓶川（靜間川支流）

## 歷史

### 石見銀山
根據《石見銀山舊記》所載，1309年周防國大名大內弘幸往訪石見國時，便有採銀的紀錄。後來1526年3月，臣從於大內義興的出雲國銅山主人三島清右衛門，幫助大內家開掘出地下的銀礦脈，並開始了銀礦的開採。也因為石見銀山，四周的大名大內義興、大內義隆父子，尼子經久、尼子晴久祖孫以及毛利元就多次為爭奪銀山主導權爆發戰爭。直到1562年時尼子家臣服於毛利元就，以毛利家的勝利告終。
後來在1584年，元就之孫毛利輝元臣服豐臣秀吉，成為毛利家與豐臣家各派家臣擔任奉行共管，並成為後來侵略朝鮮時的主要資金來源。1600年毛利輝元在關原之戰失敗，被德川家康大幅減封，石見銀山被江戶幕府納為直轄領，派駐銀山奉行管理，在1602年時仍有高達4～5千貫的產值，但此後產量逐漸下降。
明治維新後，石見銀山曾交由民間經營，但效能不彰，最終於1943年完全封山。銀山在1969年時成為日本國指定史跡，為使石見銀山進一步註冊世界遺產，當地居民組成了「銀道振興協議會」，舉辦了各式各樣的宣傳活動，在2007年成功被聯合國教科文組織列入世界遺產名錄。也因為石見銀山之故，在2007年大田市一度考慮改名為「石見銀山」，但在經過半年的討論之後，最後仍維持使用現名。

### 沿革
- 1889年4月1日：實施町村制，現在的轄區在當時分屬：
  - 安濃郡：大田村、長久村、鳥井村、波根東村、朝山村、富山村、佐比賣村、川合村、波根西村、刺鹿村。
  - 邇摩郡：溫泉津村、福浦村、福光村、大濱村、湯里村、井田村、仁萬村、宅野村、明治村、大森村、水上村、五十猛村、靜間村、久利村、忍原村、大屋村。
  - 神門郡：山口村。
  - 邑智郡：祖式村。
- 1891年4月1日：明治村被分割為馬路村和大國村。
- 1903年4月1日：
  - 大田村改制為大田町。
  - 溫泉津村改制為溫泉津町。
- 1903年11月6日：大森村改制為大森町。
- 1934年4月1日：忍原村被廢除，轄區分別被併入川合村和久利村。
- 1936年5月10日：仁萬村改制為仁萬町。
- 1937年5月28日：波根西村和刺鹿村合併為久手町。
- 1941年8月1日：大濱村被併入溫泉津町。
- 1951年4月1日：
  - 福浦村和福光村合併為福波村。
  - 大森町和水上村合併為新設置的大森町。
- 1954年1月1日：大田町、久手町、長久村、鳥井村、波根東村、川合村、靜間村和久利村合併為大田市。[1]
- 1954年4月1日：
  - 溫泉津町、井田村、福波村、湯里村合併為新設置的溫泉津町。
  - 仁萬町、宅野村、馬路村、大國村合併為仁摩町。
  - 朝山村、佐比賣村、山口村與富山村的部分地區一同被併入大田市。
- 1956年9月30日：大森町、五十猛村、大屋村與祖式村的部分地方一同被併入大田市。
- 2005年10月1日：仁摩町、溫泉津町與大田市合併為新設置的大田市。

### 變遷表
| 1889年4月1日                  | 1889年 - 1926年                                 | 1926年 - 1954年            | 1926年 - 1954年            | 1955年 - 1989年          | 1989年 - 現在            | 現在                     |
| ----------------------------- | ----------------------------------------------- | -------------------------- | -------------------------- | ------------------------ | ------------------------ | ------------------------ |
| 祖式村                        | 祖式村                                          | 祖式村                     | 祖式村                     | 1956年9月30日 併入川本町 | 1956年9月30日 併入川本町 | 1956年9月30日 併入川本町 |
| 祖式村                        | 祖式村                                          | 祖式村                     | 祖式村                     | 1956年9月30日 併入大田市 | 2005年10月1日 大田市     | 2005年10月1日 大田市     |
| 溫泉津村                      | 1903年4月1日 溫泉津町                           | 1903年4月1日 溫泉津町      | 1954年4月1日 溫泉津町      | 1954年4月1日 溫泉津町    | 2005年10月1日 大田市     | 2005年10月1日 大田市     |
| 大濱村                        | 大濱村                                          | 1941年8月1日 併入溫泉津町  | 1954年4月1日 溫泉津町      | 1954年4月1日 溫泉津町    | 2005年10月1日 大田市     | 2005年10月1日 大田市     |
| 福浦村                        | 福浦村                                          | 1951年4月1日 福波村        | 1954年4月1日 溫泉津町      | 1954年4月1日 溫泉津町    | 2005年10月1日 大田市     | 2005年10月1日 大田市     |
| 福光村                        |                                                 | 1951年4月1日 福波村        | 1954年4月1日 溫泉津町      | 1954年4月1日 溫泉津町    | 2005年10月1日 大田市     | 2005年10月1日 大田市     |
| 湯里村                        |                                                 |                            | 1954年4月1日 溫泉津町      | 1954年4月1日 溫泉津町    | 2005年10月1日 大田市     | 2005年10月1日 大田市     |
| 井田村                        |                                                 |                            | 1954年4月1日 溫泉津町      | 1954年4月1日 溫泉津町    | 2005年10月1日 大田市     | 2005年10月1日 大田市     |
| 仁萬村                        | 仁萬村                                          | 1936年5月10日 仁萬町       | 1954年4月1日 仁摩町        | 1954年4月1日 仁摩町      | 2005年10月1日 大田市     | 2005年10月1日 大田市     |
| 宅野村                        |                                                 |                            | 1954年4月1日 仁摩町        | 1954年4月1日 仁摩町      | 2005年10月1日 大田市     | 2005年10月1日 大田市     |
| 明治村                        | 1891年4月1日 馬路村                             | 1891年4月1日 馬路村        | 1954年4月1日 仁摩町        | 1954年4月1日 仁摩町      | 2005年10月1日 大田市     | 2005年10月1日 大田市     |
| 明治村                        | 1891年4月1日 大國村                             |                            | 1954年4月1日 仁摩町        | 1954年4月1日 仁摩町      | 2005年10月1日 大田市     | 2005年10月1日 大田市     |
| 大森村                        | 1903年11月6日 大森町                            | 1951年4月1日 大森町        | 1951年4月1日 大森町        | 1956年9月30日 併入大田市 | 2005年10月1日 大田市     | 2005年10月1日 大田市     |
| 水上村                        |                                                 | 1951年4月1日 大森町        | 1951年4月1日 大森町        | 1956年9月30日 併入大田市 | 2005年10月1日 大田市     | 2005年10月1日 大田市     |
| 五十猛村                      |                                                 |                            |                            | 1956年9月30日 併入大田市 | 2005年10月1日 大田市     | 2005年10月1日 大田市     |
| 大屋村                        |                                                 |                            |                            | 1956年9月30日 併入大田市 | 2005年10月1日 大田市     | 2005年10月1日 大田市     |
| 靜間村                        | 靜間村                                          | 靜間村                     | 1954年1月1日 大田市        | 大田市                   | 2005年10月1日 大田市     | 2005年10月1日 大田市     |
| 邇摩郡久利村                  |                                                 |                            | 1954年1月1日 大田市        | 大田市                   | 2005年10月1日 大田市     | 2005年10月1日 大田市     |
| 忍原村                        | 忍原村                                          | 1934年4月1日 併入久利村    | 1954年1月1日 大田市        | 大田市                   | 2005年10月1日 大田市     | 2005年10月1日 大田市     |
| 忍原村                        | 忍原村                                          | 1934年4月1日 併入川合村    | 1954年1月1日 大田市        | 大田市                   | 2005年10月1日 大田市     | 2005年10月1日 大田市     |
| 川合村                        |                                                 |                            | 1954年1月1日 大田市        | 大田市                   | 2005年10月1日 大田市     | 2005年10月1日 大田市     |
| 大田村                        | 1903年4月1日 大田町                             | 1903年4月1日 大田町        | 1954年1月1日 大田市        | 大田市                   | 2005年10月1日 大田市     | 2005年10月1日 大田市     |
| 波根西村                      | 波根西村                                        | 1937年5月28日 久手町       | 1954年1月1日 大田市        | 大田市                   | 2005年10月1日 大田市     | 2005年10月1日 大田市     |
| 刺鹿村                        |                                                 | 1937年5月28日 久手町       | 1954年1月1日 大田市        | 大田市                   | 2005年10月1日 大田市     | 2005年10月1日 大田市     |
| 長久村                        |                                                 |                            | 1954年1月1日 大田市        | 大田市                   | 2005年10月1日 大田市     | 2005年10月1日 大田市     |
| 鳥井村                        |                                                 |                            | 1954年1月1日 大田市        | 大田市                   | 2005年10月1日 大田市     | 2005年10月1日 大田市     |
| 波根東村                      |                                                 |                            | 1954年1月1日 大田市        | 大田市                   | 2005年10月1日 大田市     | 2005年10月1日 大田市     |
| 朝山村                        | 朝山村                                          | 朝山村                     | 1954年4月1日 併入大田市    | 大田市                   | 2005年10月1日 大田市     | 2005年10月1日 大田市     |
| 佐比賣村                      |                                                 |                            | 1954年4月1日 併入大田市    | 大田市                   | 2005年10月1日 大田市     | 2005年10月1日 大田市     |
| 山口村                        |                                                 |                            | 1954年4月1日 併入大田市    | 大田市                   | 2005年10月1日 大田市     | 2005年10月1日 大田市     |
| 富山村                        |                                                 |                            | 1954年4月1日 併入大田市    | 大田市                   | 2005年10月1日 大田市     | 2005年10月1日 大田市     |
| 1954年4月1日 併入簸川郡田儀村 | 1956年9月30日 合併為多伎村 1969年11月3日 多伎町 | 2005年3月22日 合併為出雲市 | 2005年3月22日 合併為出雲市 |                          |                          |                          |

## 行政

### 歷任市長
1. 田原孝二老（1953年1月25日～1969年2月24日，共四任）
2. 林恒孝（1969年4月11日～1985年4月10日，共四任）
3. 石田良三（1985年4月11日～1989年4月10日）
4. 熊谷國彦（1989年～2005年，共四任）
5. 竹腰創一（2005年10月～2017年10月，共三任）
6. 楫野弘和（日语：楫野弘和）（2017年10月～現任，現為第二任）

## 交通

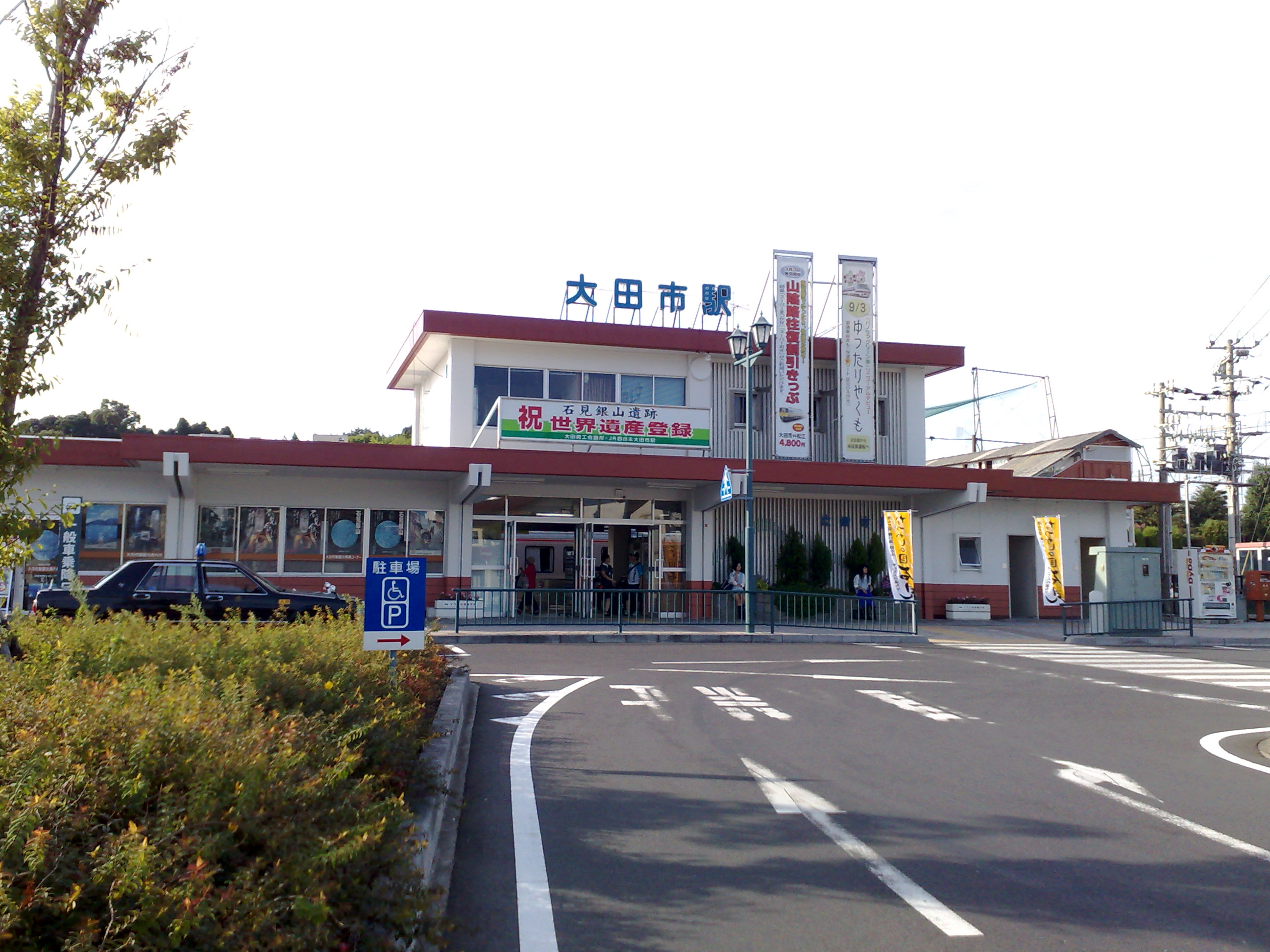
大田市車站

### 鐵路
- 西日本旅客鐵道
  - 山陰本線：（←出雲市） - 波根車站 - 久手車站 - 大田市車站 - 靜間車站 - 五十猛車站 - 仁萬車站 - 馬路車站 - 湯里車站 - 溫泉津車站 - 石見福光車站 - （江津市→）

### 道路
高速道路
- 山陰自動車道：朝山交流道 - 大田交流道 - 靜間交流道 - 仁摩交流道 - 湯里交流道 - 溫泉津交流道 - 福光交流道

## 觀光資源

石見銀山龍源寺坑口遺跡

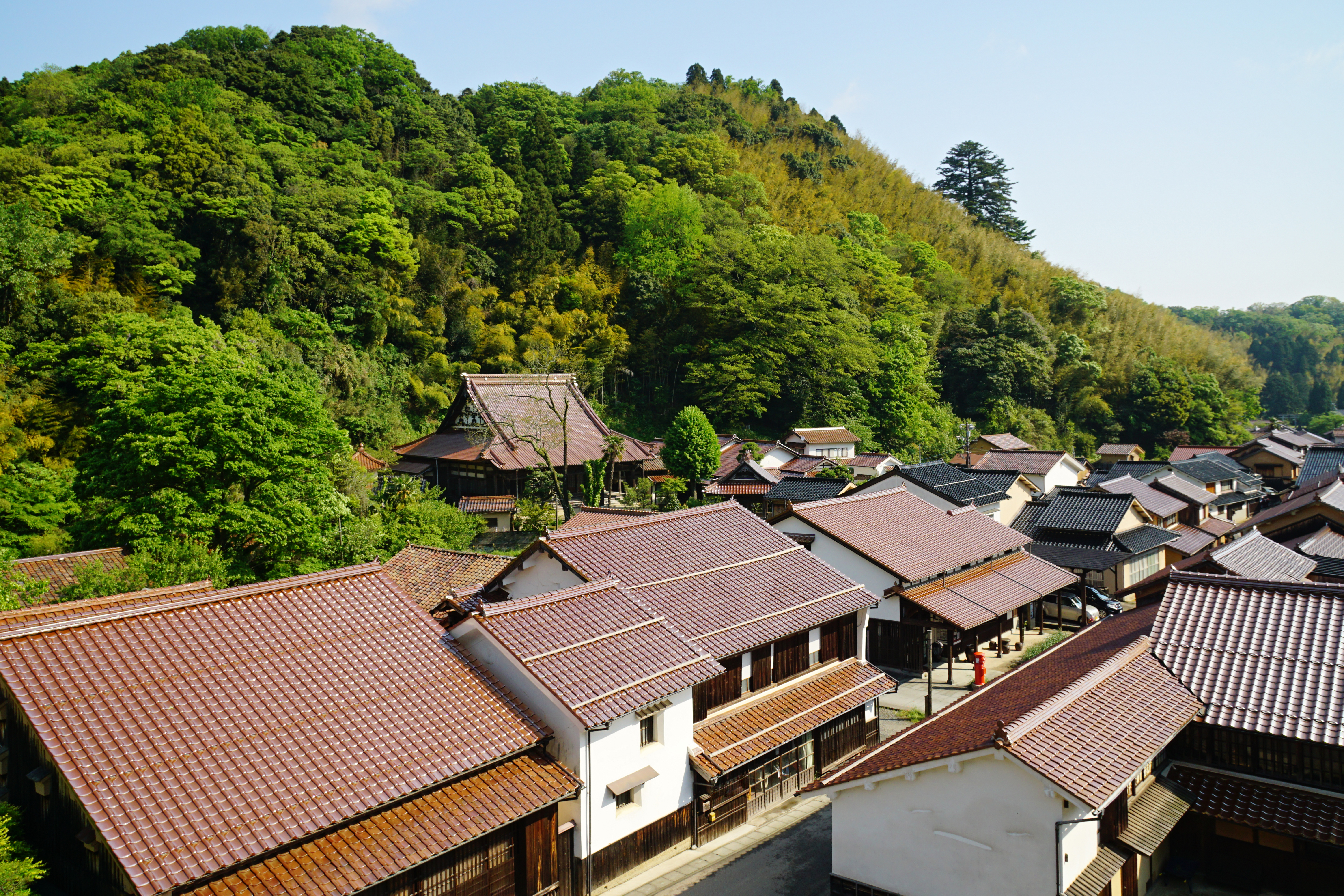
大森銀山傳統的重要建造物群保存地区

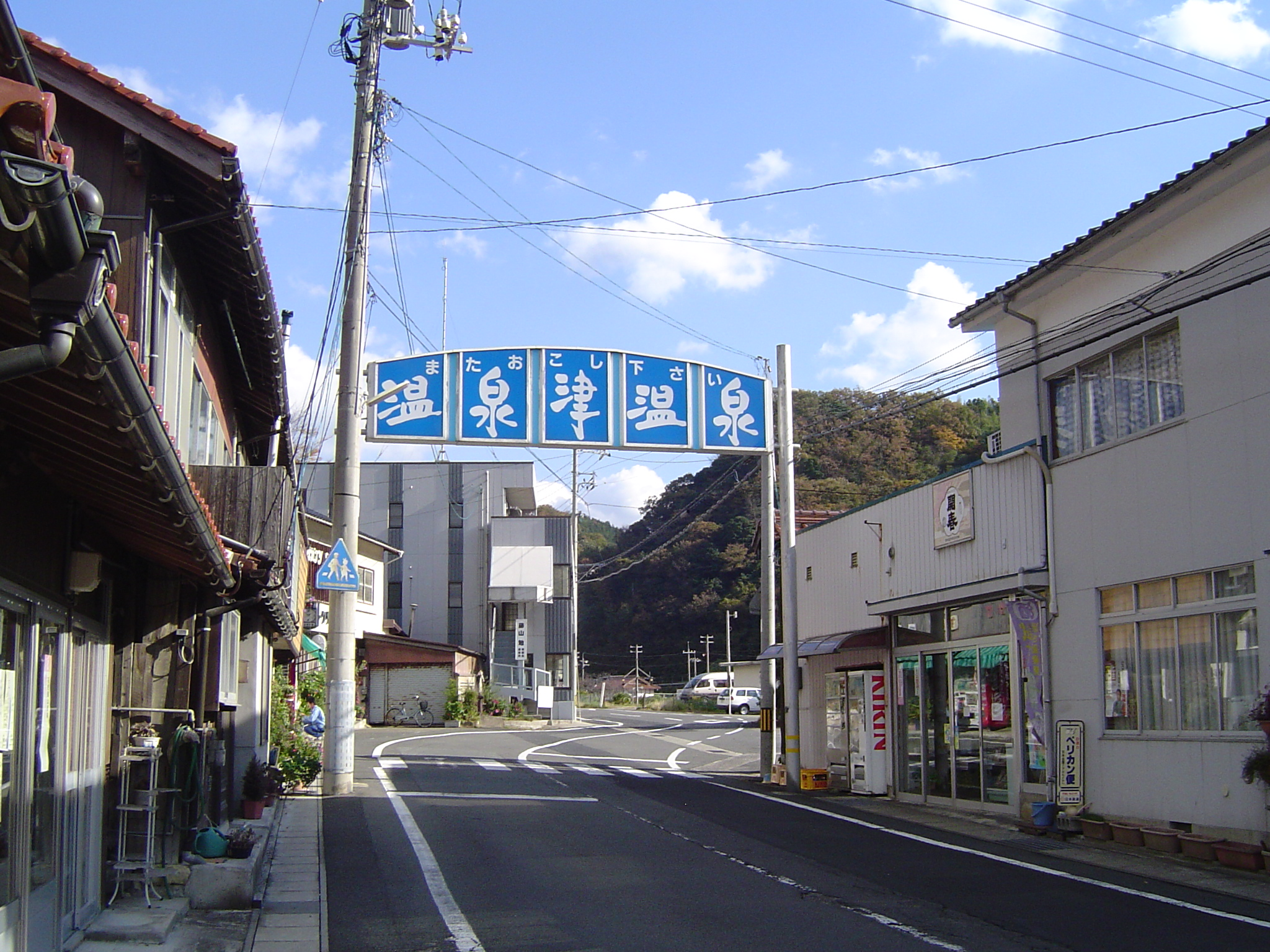
溫泉津溫泉街

### 名勝
- 石見銀山
  - 石見銀山資料館
  - 石見銀山世界遺產中心
  - 大森銀山傳統的重要建造物群保存地区
- 三瓶小豆原埋没林公園
- 靜之窟
- 龍巖的凌宵花
- 琴濱海灘
- 清瀑布
- 掛戶松島
- 物部神社（石見國一宮）
- 三瓶溫泉
- 小屋原溫泉
- 溫泉津溫泉
- 溫迫溫泉
- 仁摩沙博物館

## 教育

### 大學
- 島根大學生物資源科學部附屬生物資源教育研究中心森林科學部門三瓶實驗林

### 高等學校
- 島根縣立大田高等學校
- 島根縣立邇摩高等學校

## 姊妹、友好都市

### 日本
- 笠岡市（岡山縣）
由於曾在石見銀山擔任幕府派駐官員，並協助民眾度過享保大飢荒的第十九代代官井戶平左衛門正明，也曾在笠岡市擔任代官，故兩市於1990年4月14日締結為友好都市。[2]

### 海外
- 大田廣域市（韓國）
由於兩地的漢字名稱同為「大田」，故兩市於1987年11月14日締結為姊妹都市。[3]

## 本地出身之名人
- 本因坊道策（圍棋棋士、第4代本因坊，被稱為棋聖）
- 井上道砂因碩（圍棋棋士、第3代井上因碩，道策之弟）
- 井上因砂因碩（圍棋棋士、第10世井上因碩）
- 淺原才市（浄土真宗的妙好人）
- 井上豐太郎（眼科醫生、「樂敦製藥」之「樂敦處方」設計者）
- 恒松安夫（政治家、前島根縣知事、歴史學者）
- 恒松制治（經濟學者、前島根縣知事、第5任獨協大學校長）
- 竹下虎之助 （前廣島縣知事）
- 難波利三（作家）
- 和田淑弘（前馬自達社長、会長）
- 福間納 （前職業棒球投手）
- 山內新一（前職業棒球投手）
- 梶谷美由紀（歌手）

## 外部連結
- （日語） 大田市觀光協會
- （繁體中文） 島根縣旅遊資訊網（页面存档备份，存于） - 大田市

www.facebook.com/visitoda.cn/ 岛根县大田市中文facebook